# ديفيد إي. ريد
ديفيد إي. ريد (بالإنجليزية: David E. Reed)‏ هو صحفي وكاتب أمريكي، ولد في 1927، وتوفي في 1990.